# Barrage de Gezhouba
Le barrage de Gezhouba (en chinois simplifié : 长江葛洲坝水利枢纽工程 et en pinyin: changjiang Gezhouba shuǐlì shūniǔ Gongcheng) est situé sur le Yangtze, dans la banlieue ouest de Yichang, dans la province de Hubei.

## Présentation
Le barrage mesure 2 595 m de long et 47 m de haut. Sa construction a débuté en 1970 et s'est terminée en 1988. Les deux centrales hydroélectriques adjacentes au barrage ont une capacité de 2 715 MW et génèrent annuellement 14 100 GWh. Le réservoir a un volume total de 1 580 millions de m³.

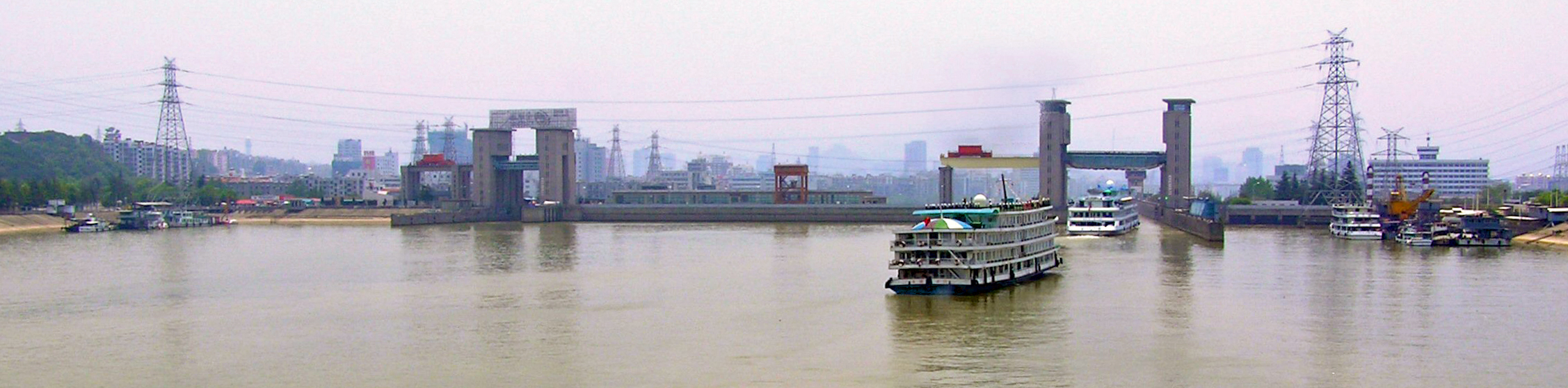
Vue générale du barrage de Gezhouba depuis l'amont